# 愛殺17
『愛殺17』（あいさつじゅうなな）は、台湾で2006年に制作・放送されたテレビドラマシリーズ。日本未公開。
2006年第2四半期に中視と八大電視台にて放送され、大きく社会的注目を浴びた。主演は、張韶涵（アンジェラ・チャン）。台湾の2006年度電視金鐘奨の多数部門にノミネートされ、いくつかの部門にて受賞を果たした。全14回。
- DVDは3集に分けて発売されているが、最初の2集のパッケージには全20回と記されている。

## キャスト
| 役名                                              | 俳優名                                                                    |
| ------------------------------------------------- | ------------------------------------------------------------------------- |
| シゥ・イーヂェン/シゥ・イージン （徐宜真/徐宜静） | 張韶涵 （アンジェラ・チャン/二役） 幼年期 - 陳詩雅（サラ·チャン）、陳詩媛 |
| リン・ジャーウェイ （林嘉緯）                     | 楊士萱 （ジュリアン·ヤン）                                                |
| ゾウ・ケーチャン （鄒克強）                       | 陸廷威 （ルー・ティンウェイ）                                             |
| リァン・ヤージュアン （梁雅娟）                   | 沈時華 （シェン・シーファ）                                               |
| シゥ・ヂョンユェン （徐中原）                     | 雲中岳 （イュ・ヂョンユェ）                                               |
| ヨー・メイチン （游美琴）                         | 李詠嫻 （ジャクリーン·リー）                                              |
| ヤン・レンヨー （楊仁佑）                         | 呉中天 （マット·ウー）                                                    |
| ヂョン・ユーウェン （鍾語雯）                     | 張毓晨 （チャン・ユーチェン）                                             |
| シァイェジァ （沙也迦）                           | 石菁菁 （シー・ジンジン）                                                 |
| ゾウ・ケージェ （鄒克傑）                         | 張善傑 （アイバーソン・ヂャン） 幼年期 - 王欣逸（ワン·シンイー）          |
| シェアイリン （謝愛琳）                           | 鍾欣怡 （キャシー・ヂョン）                                               |
| ワン警察官 （王警官）                             | 黄健瑋 （ジャグ・ファン）                                                 |
| リン・フォンヤォ （林鴻耀）                       | 林立洋 （ラム・レイ）                                                     |
| スン・シァオロン （孫少龍）                       | 黄星倫 （ファン・シンロン）                                               |